# ماسون جونز (مقاتل)
ماسون جونز (بالإنجليزية: Mason Jones؛ مواليد 26 أبريل 1995) هو مُقاتل فنون قتالية مختلطة ويلزي يُنافس في فئة الوزن الخفيف في يو إف سي.

## وصلات خارجية
لا توجد روابط لمواقع التواصل الاجتماعي.

- ماسون جونز (مقاتل) على موقع يو إف سي (الإنجليزية)
- ماسون جونز (مقاتل) على موقع شيردوغ (الإنجليزية)